# Орден президента Туркменистана «Битараплык»
Орден Президента Туркменистана «Битараплык» (в буквальном переводе с туркменского, орден «Нейтралитета») — государственная награда Туркмении. Учреждена 17 декабря 1998 года.

## Статут ордена
1. Орден Президента Туркменистана «Битараплык» является государственной наградой Туркмении.
2. Орденом Президента Туркменистана «Битараплык» награждаются граждане Туркмении и граждане иностранных государств Указом президента Туркмении.
3. Орден Президента Туркменистана «Битараплык» учреждён с целью награждения за большой вклад в утверждение и признание постоянного нейтралитета независимой Туркмении, развитие экономики страны, повышение эффективности производства, развитие науки и техники, укрепление обороноспособности страны, за большие успехи в культуре, литературе, искусстве, здравоохранении, государственной и общественной деятельности, укреплении законности и правопорядка, обучении и воспитании подрастающего поколения, развитии экономических и культурных отношений между Туркменией и другими государствами и международными организациями.
4. Лицам, награждённым орденом Президента Туркменистана «Битараплык», из средств государственного бюджета Туркмении выплачивается единовременная премия, равная 15-кратному размеру минимальной заработной платы, и ежемесячная доплата к заработной плате, должностному окладу, пенсии или стипендии в размере 15 процентов от минимальной заработной платы. Указанные лица пользуются другими льготами, предусмотренными законами Туркмении.

## Описание ордена

### с 1998 по 2014 год

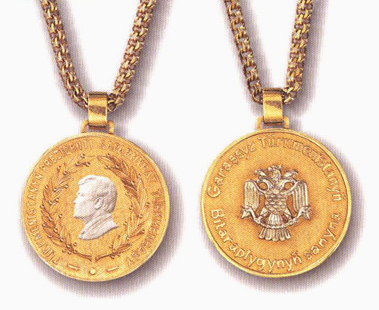
Старая версия ордена

Орден Президента Туркменистана «Битараплык» имеет форму круга диаметром 40 мм. В середине ордена расположено выполненное из золота белого цвета изображение президента Туркмении в профиль. Круг с изображением профиля Сапармурата Ниязова окаймлён оливковой ветвью — символом мира.
На лицевой стороне ордена имеются слова «Президент Туркмении Сапармурат Туркменбаши» на туркменском языке и латинским алфавитом.
На оборотной стороне ордена располагается изображение штандарта (флага) президента Туркмении. Орден Президента Туркменистана «Битараплык» изготавливается из золота красноватого цвета. Орден посредством колечка соединяется с золотой цепочкой, изготовленной вручную плетением «бисмарк» из золота красноватого цвета. Длина цепочки 58 см.
На оборотной стороне ордена имеются слова: «В честь нейтралитета независимой Туркмении» на туркменском языке и латинским алфавитом.

#### Планка ордена

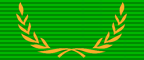

Планка ордена выполнена из шёлковой ткани зелёного цвета, в центре её помещено изображение лавровых ветвей золотистого цвета, расходящихся в обе стороны.

### с 2014 года
Орден Президента Туркменистана «Битараплык» имеет форму восьмиугольника диаметром 42 мм. Посередине находящегося в центре ордена круга диаметром 29,7 мм, основа которого покрыта эмалью белого цвета, на фоне контурного изображения земного шара расположены карта Туркмении, выполненная эмалью зелёного цвета, и позолочённый выпуклый силуэт Арки Нейтралитета Туркмении. В верхней части центральной окружности ордена находится позолочённая надпись «BITARAPLYK», в нижней части расположены расходящиеся позолоченные оливковые ветви, символизирующие миролюбие. В каждом углу ордена располагаются семь циркониевых камней, а посередине каждого угла — камни красного цвета. Орден соединяется с помощью колечка с окантованной позолоченным орнаментом колодкой, покрытой эмалью зелёного цвета, в виде открытой книги размером по высоте — 20 мм, шириной — 31 мм. Посередине колодки, на колонне, покрытой эмалью красного цвета, находятся пять позолочённых туркменских ковровых гёлей. Орден Президента Туркменистана «Битараплык» изготавливается из серебра 925 пробы, покрытого позолотой.